# Сидорук Федір Фаустович
Фе́дір Фа́устович Сидору́к (22 вересня 1891, село Борсуки, тепер Лановецького району Тернопільської області — 16 січня 1980, місто Ічня Ічнянського району Чернігівської області) — український діяч, головний лікар Ічнянської районної лікарні Чернігівської області. Депутат Верховної Ради УРСР 3-го скликання.

## Біографія
У 1914 році закінчив учительську семінарію. У 1914—1926 роках — викладач народного училища села Чорномин на Вінниччині.
У 1930 році закінчив Одеський медичний інститут.
У 1930—1934 роках — лікар Путивльської районної лікарні на Сумщині.
У 1934—1940 роках — лікар, завідувач акушерсько-гінекологічного відділення Ічнянської районної лікарні Чернігівської області.
Брав участь у захопленні Західної України радянськими військами у вересні 1939 року, у радянсько-фінській війні та в окупації Бессарабії та Буковини радянськими військами влітку 1940 року.
У 1940—1941 роках — головний лікар Ічнянської районної лікарні Чернігівської області.
З червня 1941 року — в Червоній армії, учасник німецько-радянської війни з вересня 1942 року. Служив хірургом медично-санітарного батальйону 34-ї гвардійської стрілецької дивізії Сталінградського фронту, начальником медичного відділення армійського польового госпіталю № 2593 28-ї армії Південного фронту, начальником медичного відділення — провідним хірургом евакуаційного госпіталю № 379 фронтового евакуаційного пункту № 61 4-го Українського фронту.
У 1945—1973 роках — головний лікар Ічнянської районної лікарні Чернігівської області.
У 1973—1980 роках — лікар акушер-гінеколог Ічнянської районної лікарні Чернігівської області.

## Звання
- військовий лікар 3-го рангу
- майор медичної служби

## Нагороди
- орден Леніна
- два ордени «Знак Пошани»
- орден Вітчизняної війни 2-го ст. (4.05.1943)
- орден Червоної Зірки (15.07.1944)
- медалі
- заслужений лікар Української РСР (1978)